# Вулиця Віталія Матусевича (Кривий Ріг)
Вулиця Віталія Матусевича — вулиця у Металургійному районі міста Кривого Рогу.
Вулиця розташована в історичній місцевості — на Соцмісті, фактично в адміністративному центрі міста (поруч з будівлею міської ради), пролягає паралельно вулиці Героїв АТО.
Бере початок від проспекту Металургів, закінчується перетином з вулицею Олександра Васякіна.

## Історичні відомості
Забудову вулиці було розпочато на початку 1960-х років.
До 2016 року вулиця мала назву «ⅩⅩⅡ Партзʼїзду». 
В рамках процесу декомунізації в Україні та відповідно до розпорядження голови Дніпропетровської ОДА вулицю було перейменовано на честь Віталія Матусевича, який загинув поблизу Шахтарська під час війни на сході України.

## Об'єкти
- Криворізький державний цирк
- Криворізька міська музична школа № 4
- Криворізький національний університет (головний корпус)

## Памʼятники та памʼятні знаки
- Поруч з головним корпусом Криворізького національного університету встановлено погруддя Бизову Володимиру Федоровичу
- Меморіальна дошка на честь директора (з 1978 по 2012 роки) Криворізької міської музичної школи № 4 Дьоміна Валерія Олексійовича